# Leura
Leura är en ort i Australien. Den ligger i kommunen Blue Mountains och delstaten New South Wales, i den sydöstra delen av landet, omkring 83 kilometer väster om delstatshuvudstaden Sydney. Antalet invånare är 4 384.
Närmaste större samhälle är Katoomba, nära Leura. 
I omgivningarna runt Leura växer i huvudsak städsegrön lövskog. Runt Leura är det ganska tätbefolkat, med 56 invånare per kvadratkilometer. Genomsnittlig årsnederbörd är 1 149 millimeter. Den regnigaste månaden är februari, med i genomsnitt 214 mm nederbörd, och den torraste är juli, med 26 mm nederbörd.